# Aussiedlerhöfe Wanne
Aussiedlerhöfe Wanne ist ein Wohnplatz auf der Gemarkung des Boxberger Stadtteils Epplingen im Main-Tauber-Kreis im fränkisch geprägten Nordosten Baden-Württembergs.

## Geographie

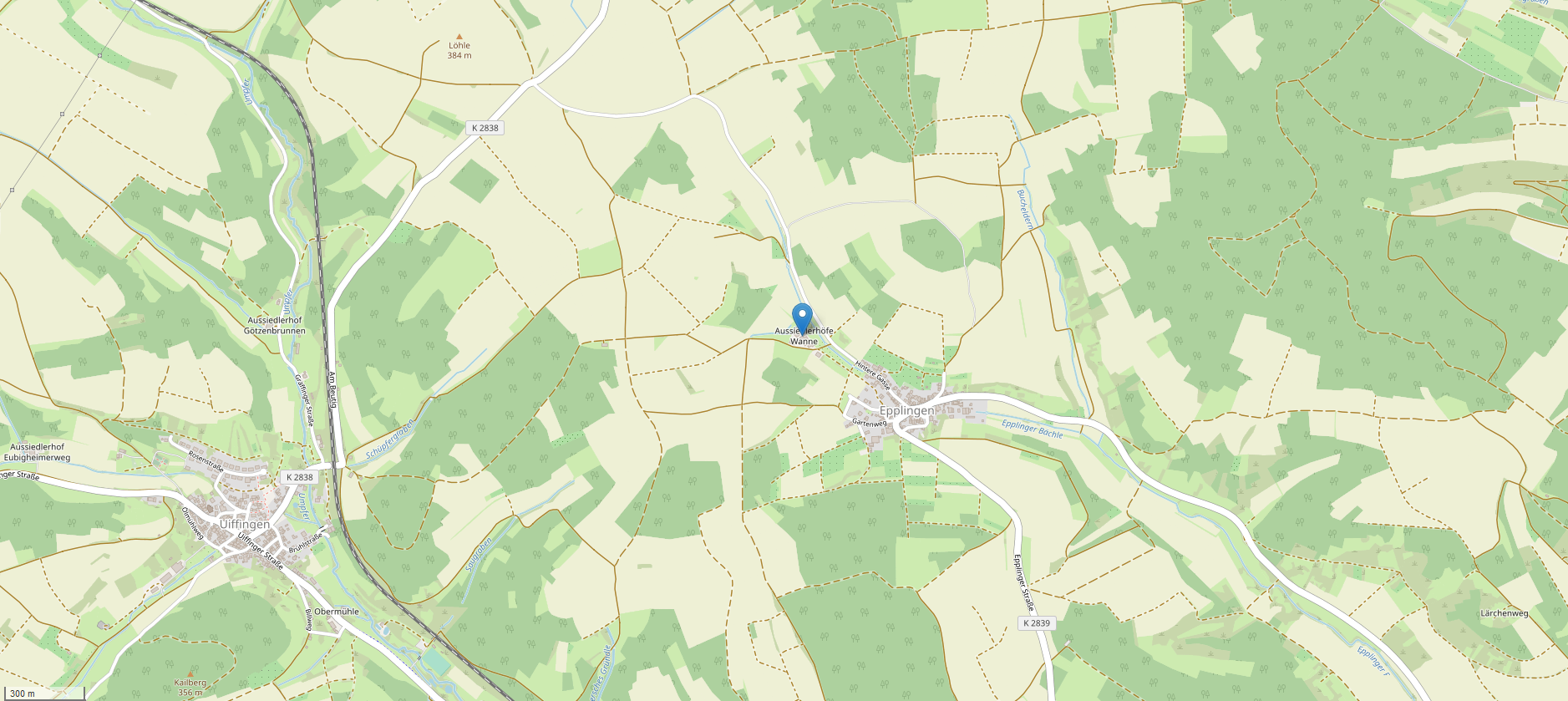
Lage der Aussiedlerhöfe Wanne

Der Wohnplatz Aussiedlerhöfe Wanne liegt etwa 250 Meter nordwestlich von Epplingen. Das Gewann Wanne ist für den Wohnplatz namengebend. Am Wohnplatz mündet ein kleiner Graben von rechts ins Epplinger Bächle, das in Richtung Epplingen weiterführt und bei Schweigern von links in die Umpfer mündet.

## Geschichte
Der Wohnplatz Aussiedlerhöfe Wanne kam als Teil der ehemals selbständigen Gemeinde Epplingen am 1. Januar 1973 zur Stadt Boxberg.

## Verkehr
Die Hintere Gasse führt von Epplingen in Richtung des Wohnplatzes Aussiedlerhöfe Wanne.